# زجاج ليفي

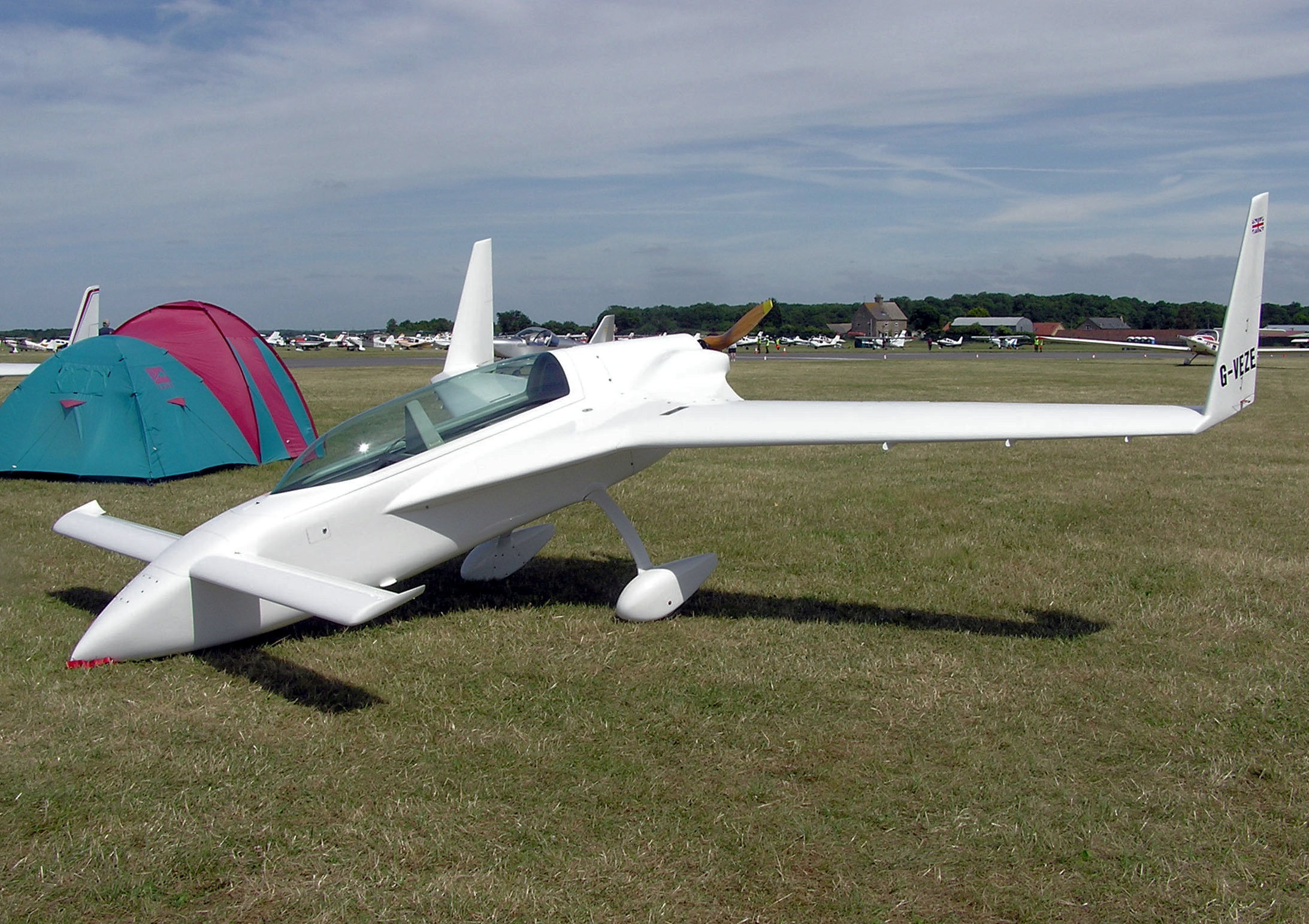
طائرة خفيفة الوزن مصنوعة من مواد مركبة

الزجاج الليفي أو الزجاج المغزول أو اللدائن المدعمة بألياف زجاجية (يرمز لها اختصاراً "GRP" من Glass-reinforced plastic) هي مادة مؤلفة من لدائن مدعمة بألياف مصنعة من لدائن مدعمة بألياف مصنوعة من الزجاج. تعرف هذه المواد تحت الاسم الشائع فايبركلاس (أو فايبرجلاس) Fiberglass.
تستخدم أنواع اللدائن الصلبة بالحرارة مثل بولي إستر أو فينيل إستر، بالإضافة أيضاً أنواع اللدائن الأخرى مثل إبوكسي أيضاً مستخدمة. تستخدم الألياف الزجاجية غالباً على شكل ألياف مقصوصة قصيرة الطول (بالإنجليزية: chopped strand mat
)‏ ويرمز لها (CSM)، كما أحياناً تستخدم الألياف الزجاجية الطويلة.
إن الليف الزجاجي الواحد هو صلب ومتين على إجهاد الشد والضغط (أي بشكل موازي لمحوره). ولكن من جهة أخرى فإنه قصف وغير متين على إجهاد القص (العمودي على محوره). وعليه فإن الليف الزجاجي يكون متيناً فقط في الاتجاه الموازي لمحوره. وعليه فإذا تم صف الألياف الزجاجية بشكل دائم بحيث يتم منعها من الانحناء فإن المادة الناتجة ستكون متينة في اتجاه صف الألياف. وإذا ما تم ترتيب الألياف على شكل طبقات من هذه الصفوف فوق بعضها البعض بحيث أن كل طبقة تكون متجهة في اتجاه مختلف فإن يكون من الممكن التحكم في متانة وصلابة المادة في الاتجاه المناسب بطريقة ذات كفاءة عالية.
في حال اللدائن المدعمة فإن اللدائن تقوم بدور المثبت الدائم لطبقات الألياف الزجاجية في الاتجاهات التي حددها المصمم. أما في حال استخدام الألياف الزجاجية القصيرة فإن اتجاهات التدعيم تكون في جميع الاتجاهات وذلك لأن الألياف تنتشر في جميع الاتجاهات.
غالباً ما تكون اللدائن المدعمة بالألياف الزجاجية على شكل قشرة Shell قد تملأ أحياناً بمادة رغوية مثل الحالة في ألواح التزحلق. وقد تأخذ القطع المشكلة من هذه المواد تقريباً أي شكل افتراضي يحدها فقط إمكانية تصنيع القالب المناسب وإمكانية التصنيع.

## تطبيقات
استخدمت اللدائن المدعمة بالألياف الزجاجية في المملكة المتحدة أثناء الحرب العالمية الثانية كبديل للخشب المتعدد الطبقات الذي كان يستخدم في صناعة الطائرات الغير قابلة للاكتشاف بواسطة الرادار، حيث أن اللدائن المدعمة هي مادة شفافة للموجات الصغرية. كان أول تطبيق مدني لها في بناء القوارب حيث حصلت على الموافقة عام 1950. ثم تم توسع مجال الاستخدام إلى قطاع صناعة السيارات، صناعة المعدات الرياضية على الرغم من المنافسة الكبيرة من قبل الألياف الكربون التي لها متانة أكبر في واحدة الوزن والحجم. تستخدم اللدائن المدعمة أيضاً في صناعة أحواض الاستحمام، أنابيب مياه الشرب والمجاري، جدران المكاتب، الأسقف المستعارة وغيرها من التطبيقات المعمارية.
تستخدم اللدائن المدعمة بالألياف الزجاجية أيضاً في حقل الاتصالات من أجل حماية الأجزاء الظاهرة للهوائيات وذلك بسبب سماحيتها لنفاذ الأمواج الراديوية والممانعة الصغيرة لنفاذ الإشارة من خلالها. كما من الممكن استخدامها لتغطية الأجزاء المعدنية الأخرى وذلك بسبب سهولة تصنيعها بالشكل المناسب وقابليتها للطلاء وإضافة التصميمات المناسبة بحسب الطبيعة المحيطة.

### صهاريج تخزين
هناك العديد من صهاريج التخزين المصنعة من اللدائن المدعمة بالألياف الزجاجية والتي قد تصل طاقتها التخزينية إلى 3000 طن. من الممكن تصنيع الصهاريج الصغيرة باستخدام الألياف القصيرة التي تمد على السطح الداخلي للدائن الحرارية والتي تعمل كحامل لهذه الألياف إلى أن يتم التشكيل النهائي للصهريج. أما في التطبيقات الأكثر وثوقية فيستخدم فيها أنسجة من الألياف الزجاجية ذات ألياف بزوايا متعامدة على القوة المؤثرة في جدار الصهريج من المادة المخزنة فيه.
تستخدم هذه الصهاريج بشكل رئيسي في تخزين المواد الكيميائية بسبب خمول اللدائن كيميائياً بالنسبة لطيف واسع من المواد الكيميائية. كما من الممكن استخدام هذه الصهاريج لتخزين المياه.

### بناء
تستخدم اللدائن المدعمة بالألياف الزجاجية أيضاً في قطاع البناء خاصة في الأسقف المستعارة، مظلات ما فوق الأبواب، أغطية النوافذ، الأفاريز... وغيرها. يتيح استخدام هذه المواد في العمارة سهولة في التركيب وسهولة في الحمل والنقل. ومع تقدم هذه المواد أصبح من الممكن صناعة طوب منها وبناء المنازل، وهذه المواد توفر عزلاً حرارياً جيداً وبالتالي ستقلل من تكاليف التدفئة والتكييف في المنازل.

### الأنابيب
تستخدم اللدائن المدعمة بالألياف الزجاجية في العديد من تطبيقات أنظمة الأنابيب الخارجية والمطمورة مثل:
- أنظمة مكافحة الحرائق
- أنظمة تبريد المياه
- أنظمة مياه الشرب
- أنظمة مياه المجاري
- أنظمة توزيع الغاز

## طرق التصنيع

### عملية الطلاء اليدوية
أولاً يمزج الراتنج مع مادة محلة (من أجل تسريع عملية التصلب) ثم يدهن القالب بهذا المزيج. توضع صفائح الألياف الزجاجية على القالب وتمد باستخدام بكرات فولاذية ويجب عندها التأكد من التصاق هذه الصفائح مع القالب وعدم وجود أي فراغ هوائي بين القالب وألواح الألياف الزجاجية. تضاف طبقة أخرى من الراتنج ومن ثم طبقات إضافية من الألياف الزجاجية، وتستخدم البكرات للضغط على الطبقات للتأكد من عدم وجود فراغات بين الطبقات ومن التصاق الطبقات مع بعضها البعض. يجب إجراء العمل بسرعة ودقة من أجل الانتهاء من إضافة كامل الطبقات قبل أن تبدأ المادة الراتنجية بالتصلب. من الممكن التحكم بزمن التصلب بحسب نسبة المادة المحلة التي تخلط مع الراتنج.

### عملية بخ الألياف الزجاجية
عملية بخ الألياف الزجاجية مشابهة بشكل كبير لعملية الطلاء اليدوية ولكن يكون الخلاف في هذه الطريقة أنه يتم بخ المادة الراتنجية والألياف الزجاجية داخل القالب. من الممكن بخ المادة الراتنجية والألياف الزجاجية بشكل متزامن أو متتابع. تكون الألياف الزجاجية بأطوال قصيرة لتسهيل عملية الرش، بعد الرش يقوم العامل بتوزيع المواد من أجل إزالة أي فقاعات هوائية متشكلة. بعد إنهاء عملية الرش ينتظر حتى تصلب المواد ومن ثم تنزع من القالب.

### عملية السحب
في هذه العملية يتم استخدام آلة خاصة لسحب الألياف الزجاجية من بكرات وتغطيتها بالمادة الراتنجية ومن ثم يتم تسخينها وقطعها على الأطوال المناسبة.

## قطع الألياف الزجاجية القصيرة
قطع الألياف الزجاجية القصيرة (بالإنجليزية: Chopped strand mat)‏ هي نوع من التدعيم المستخدم في تصنيع اللدائن المدعمة بالألياف الزجاجية والتي تكون موزعة بشكل عشوائي ومثبتة بالمادة اللدنة.
يتم تصنيع هذه المواد بشكل عام باستخدام طريقة الطلي اليدوية حيث تمد طبقة من المادة الراتنجية داخل القالب يضاف إليها الألياف القصيرة وبعد تصلب المادة تؤخذ من القالب وتشغل لتحصل على الشكل النهائي.
إن استخدام الألياف الزجاجية القصيرة يسمح بتوحد الخواص في جميع نقاط المادة وفي كافة الاتجاهات.